# Saisonbereinigung
Saisonbereinigung (englisch seasonal adjustment) ist in der Wirtschaftsstatistik und Volkswirtschaftslehre eine statistische Methode aus dem Gebiet der Zeitreihenanalyse, mit der versucht wird, saisonale Schwankungen durch Glättung aus einem Konjunktur- oder Kurvenverlauf so zu eliminieren, als ob es keine Schwankungen gegeben hätte.

## Allgemeines
Statistiken werden vielfach dadurch verfälscht, dass ihre Daten durch saisonale Schwankungen beeinflusst sind, also Bewegungen im Jahresverlauf, die sich in ähnlicher Form und annähernd gleicher Stärke regelmäßig wiederholen. So ist in vielen Staaten im Winter die Arbeitslosenquote witterungsbedingt am höchsten und im Sommer am niedrigsten, was vor allem auf die Bauwirtschaft und andere Saisonbetriebe zurückzuführen ist. Würden lediglich die Ursprungswerte gegenüber dem Vorquartal betrachtet, käme es zu Fehleinschätzungen, weil aus dem winterlichen Rückgang im Baugewerbe für sich genommen noch keine Tendenz für den weiteren Verlauf abgeleitet werden kann. Um dem Betrachter einen möglichst unverfälschten Einblick zu geben, wird das Mittel der Saisonbereinigung eingesetzt. Die Saison wird als jährlich wiederkehrender Konjunkturzyklus verstanden, der den Konjunkturverlauf beeinflusst. Es geht darum, diese Einflüsse zu eliminieren.

## Ökonometrie
In der Ökonometrie wird angenommen, dass sich eine Zeitreihe {\displaystyle X_{t}} aus verschiedenen Komponenten zusammensetzt:
- Trendkomponente {\displaystyle T_{t}},
- Zyklische Komponente (auch: Konjunkturkomponente oder konjunkturelle Komponente) {\displaystyle C_{t}},
- Saisonkomponente {\displaystyle S_{t}}.

Insgesamt lautet die Zerlegung einer Zeitreihe im Standardmodell:
{\displaystyle X_{t}=C_{t}+T_{t}+S_{t}}.
Die Saisonkomponente stellt hierbei ein periodisches Signal dar, dessen Vorkommen und Effekt in den Daten normalerweise bekannt ist. Beispielsweise schwankt die Arbeitslosenquote innerhalb eines Jahres erheblich mit den Jahreszeiten. Da dieser Effekt bekannt ist und meistens auch das Spektrum der Zeitreihe dominiert, soll dieser mit Hilfe der Saisonbereinigung herausgefiltert werden, um versteckte Periodizitäten, den Trend oder die Natur des Zufallsprozesses in den Daten näher zu untersuchen.
Oft werden zur Saisonbereinigung gleitende Durchschnitte angewandt: Entspricht die Ordnung eines gleitenden Durchschnitts genau der Periodendauer des saisonalen Effekts, so wird dieser durch die Durchschnittbildung aus der Zeitreihe eliminiert.
Auch viele moderne Verfahren wie X-12-ARIMA oder das Berliner Verfahren beruhen zum Teil auf Faltungen von gleitenden Durchschnitten.
Das Problem der Saisonbereinigung spielt vor allem in der amtlichen Statistik eine große Rolle. Dazu wird üblicherweise Statistik-Software verwendet. Beispielsweise hat das Statistische Bundesamt hierzu das Programm BV4.1 entwickelt. Es beruht auf der aktuellen Version 4.1 des sogenannten Berliner Verfahrens.

## Kalenderbereinigung
Ähnlich ist die Kalenderbereinigung von Statistiken. Durch Unregelmäßigkeiten im Kalender gibt es jedes Jahr eine unterschiedliche Anzahl von Arbeitstagen. Um volkswirtschaftliche Kennzahlen intertemporal vergleichbar zu machen, müssen die Folgen dieses Kalender- oder Arbeitstageeffekts eliminiert werden.

## Situation in Deutschland
Innerhalb Deutschland legt das Statistische Bundesamt seinen Berechnungen für eine Kalenderbereinigung ein „durchschnittliches Jahr“ mit 249,7 Arbeitstagen zugrunde, wobei eine Fünf-Tage-Woche unterstellt wird und Samstage und nicht bundeseinheitliche Feiertage anteilsmäßig angerechnet werden. Die Deutsche Bundesbank führt ihre Saisonbereinigung durch, indem sie einen Zusammenhang zwischen der Zahl der Arbeitstage und der Ausbringung (englisch output) herstellt.
Der Unterschied zwischen dem unbereinigten und dem bereinigten Bruttoinlandsprodukt (BIP) aufgrund der Arbeitstage ergibt sich aus folgender Tabelle:
| Jahr | Arbeitstage | reales BIP unbereinigt | Arbeitstage- Effekt | reales BIP bereinigt |
| ---- | ----------- | ---------------------- | ------------------- | -------------------- |
| 2000 | −0,9        | 3,2                    | −0,2                | 3,4                  |
| 2001 | −0,6        | 1,2                    | −0,1                | 1,3                  |
| 2002 | 0,0         | 0,0                    | −0,0                | 0,0                  |
| 2003 | 0,1         | −0,2                   | 0,0                 | −0,2                 |
| 2004 | 1,9         | 1,2                    | 0,5                 | 0,7                  |
| 2005 | −0,5        | 0,8                    | −0,2                | 1,0                  |
| 2006 | 0,8         | 3,0                    | −0,2                | 3,2                  |
| 2007 | −0,6        | 2,5                    | −0,1                | 2,6                  |

Im Jahr 2004 kam es aufgrund der Lage der Feiertage und wegen eines Schaltjahrs zu einer Erhöhung der Arbeitstage um 1,9 % gegenüber dem Vorjahr. Dadurch schrumpfte das unbereinigte Bruttoinlandsprodukt (BIP) von 1,2 % auf kalenderbereinigte 0,7 %. Ob Ostern im März oder April liegt, wirkt sich unmittelbar auf das quartalsweise ermittelte BIP aus.